# Leichtathletik-Weltmeisterschaften 2013/Speerwurf der Frauen

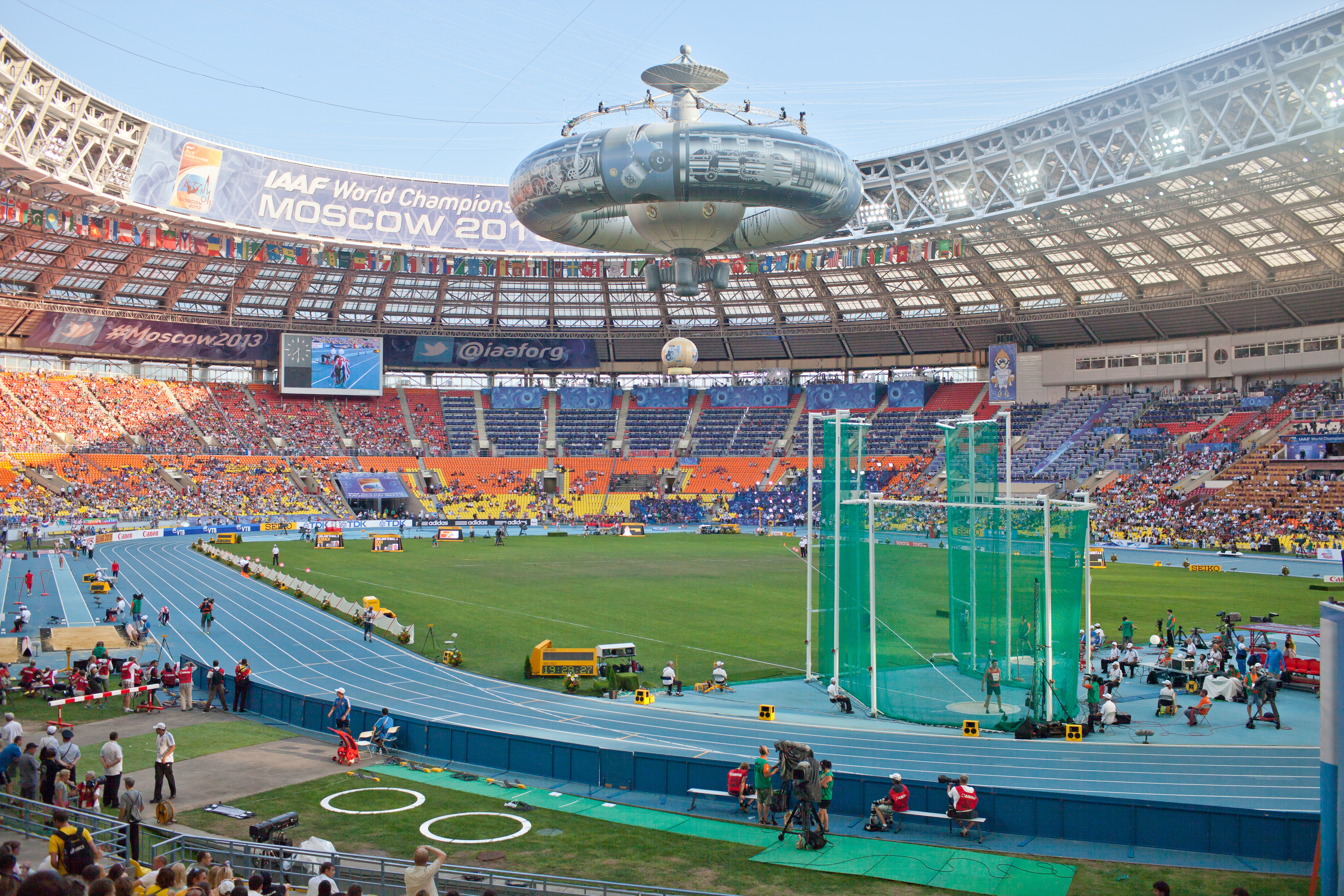
Das Olympiastadion Luschniki während der Weltmeisterschaften

Der Speerwurf der Frauen bei den Leichtathletik-Weltmeisterschaften 2013 wurde am 16. und 18. August 2013 im Olympiastadion Luschniki der russischen Hauptstadt Moskau ausgetragen.
Ihren ersten Titel bei einer großen internationalen Meisterschaft errang die zweifache Vizeweltmeisterin (2005/2007), WM-Dritte von 2011, zweifache Olympiazweite (2008/2012) und zweifache Vizeeuropameisterin (2010/2012) Christina Obergföll aus Deutschland.

Sie gewann vor der Australierin Kimberley Mickle.

Bronze ging an die Russin Marija Abakumowa, die nach Aberkennung mehrerer Medaillen und Titel aufgrund von Verstößen gegen die Antidopingbestimmungen hier zu ihrer ersten regulären Medaille bei einer bedeutenden internationalen veranstaltung kam.

## Bestehende Rekorde
| Weltrekord               | 72,29 m | Barbora Špotáková | Stuttgart, Deutschland        | 13. September 2008 |
| Weltmeisterschaftsrekord | 71,70 m | Osleidys Menéndez | WM 2005 in Helsinki, Finnland | 14. August 2005    |

Der bestehende WM-Rekord wurde bei diesen Weltmeisterschaften nicht eingestellt und nicht verbessert.
Es gab zwei Landesrekorde:
- 61,96 m – Sofi Flink (Schweden), Qualifikation, Gruppe A am 16. August
- 62,68 m – Tatjana Jelača (Serbien), Qualifikation, Gruppe B am 16. August

## Legende
Kurze Übersicht zur Bedeutung der Symbolik – so üblicherweise auch in sonstigen Veröffentlichungen verwendet:
| – | verzichtet |
| x | ungültig   |

## Qualifikation
27 Teilnehmerinnen traten in zwei Gruppen zur Qualifikationsrunde an. Die Qualifikationsweite für den direkten Finaleinzug betrug 61,50 m. Elf Athletinnen übertrafen diese Marke (hellblau unterlegt). Das Finalfeld wurde mit der nächstplatzierten Sportlerin auf zwölf Werferinnen aufgefüllt (hellgrün unterlegt). So mussten schließlich 60,39 m für die Finalteilnahme erbracht werden.

### Gruppe A
16. August 2013, 9:30 Uhr
| Platz | Name             | Nation              | Resultat (m) | 1. Versuch (m) | 2. Versuch (m) | 3. Versuch (m) |
| 1     | Marija Abakumowa | Russland            | 69,09        | 69,09          | –              | –              |
| 2     | Linda Stahl      | Deutschland         | 64,51        | 64,51          | –              | –              |
| 3     | Kathryn Mitchell | Australien          | 62,80        | x              | 62,80          | –              |
| 4     | Sofi Flink       | Schweden            | 61,96 NR     | 61,96          | –              | –              |
| 5     | Wera Rebrik      | Ukraine             | 61,70        | 59,49          | 58,60          | 61,70          |
| 6     | Zhang Li         | Volksrepublik China | 60,16        | 58,59          | 60,16          | 58,98          |
| 7     | Yuki Ebihara     | Japan               | 59,80        | 58,39          | 59,31          | 59,80          |
| 8     | Krista Woodward  | Kanada              | 58,86        | 58,86          | 55,31          | 55,59          |
| 9     | Hanna Hazko      | Ukraine             | 58,63        | 57,82          | 57,55          | 58,63          |
| 10    | Flor Ruíz        | Kolumbien           | 57,47        | 55,43          | 57,47          | 54,09          |
| 11    | Eliza Toader     | Rumänien            | 55,76        | 54,47          | 55,76          | 54,64          |
| 12    | Jucilene de Lima | Brasilien           | 55,18        | 54,14          | 55,18          | x              |
| 13    | Madara Palameika | Lettland            | 53,70        | x              | x              | 53,70          |

In Gruppe A ausgeschiedene Speerwerferinnen:

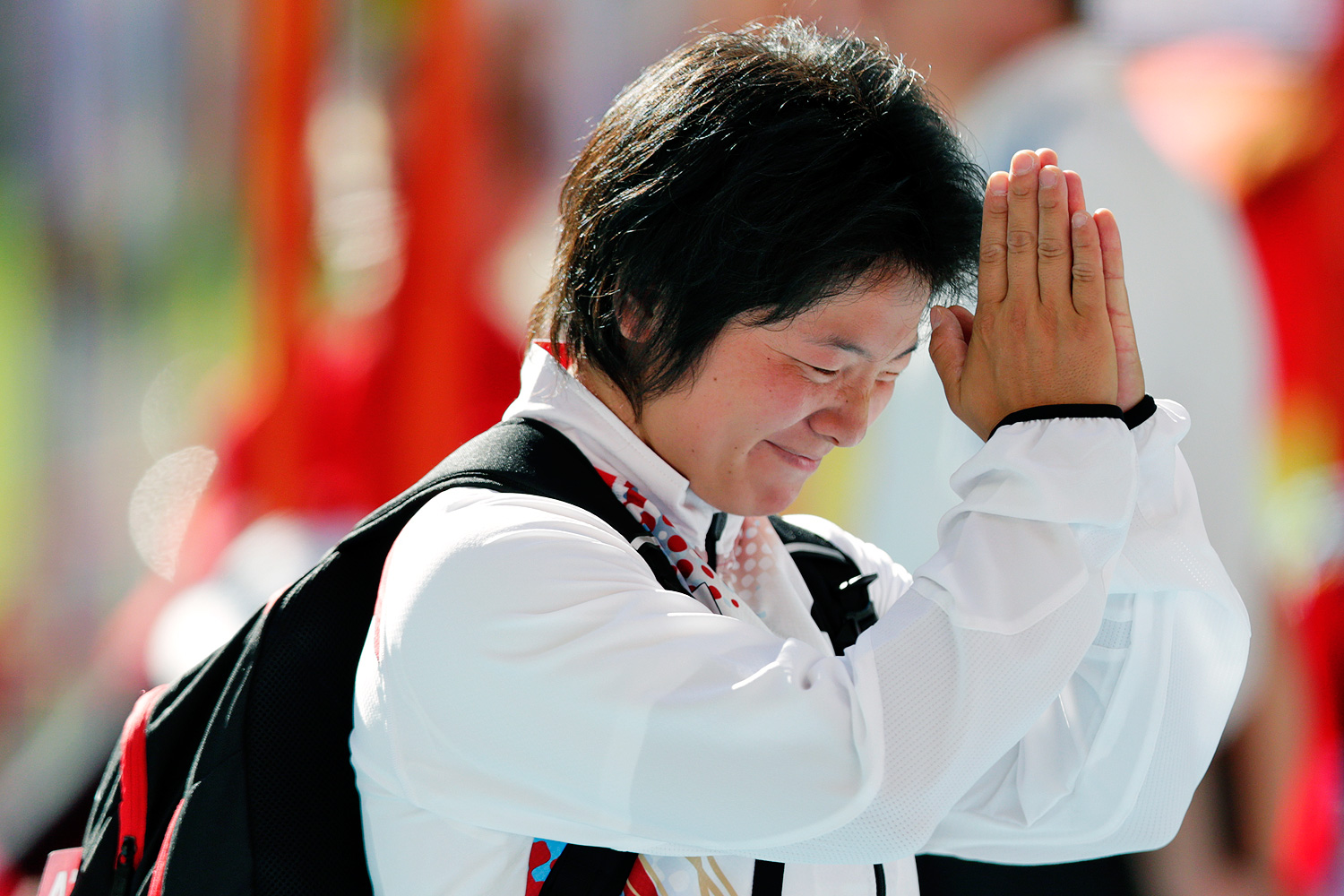
Yuki Ebihara Rang sieben mit 59,80 m
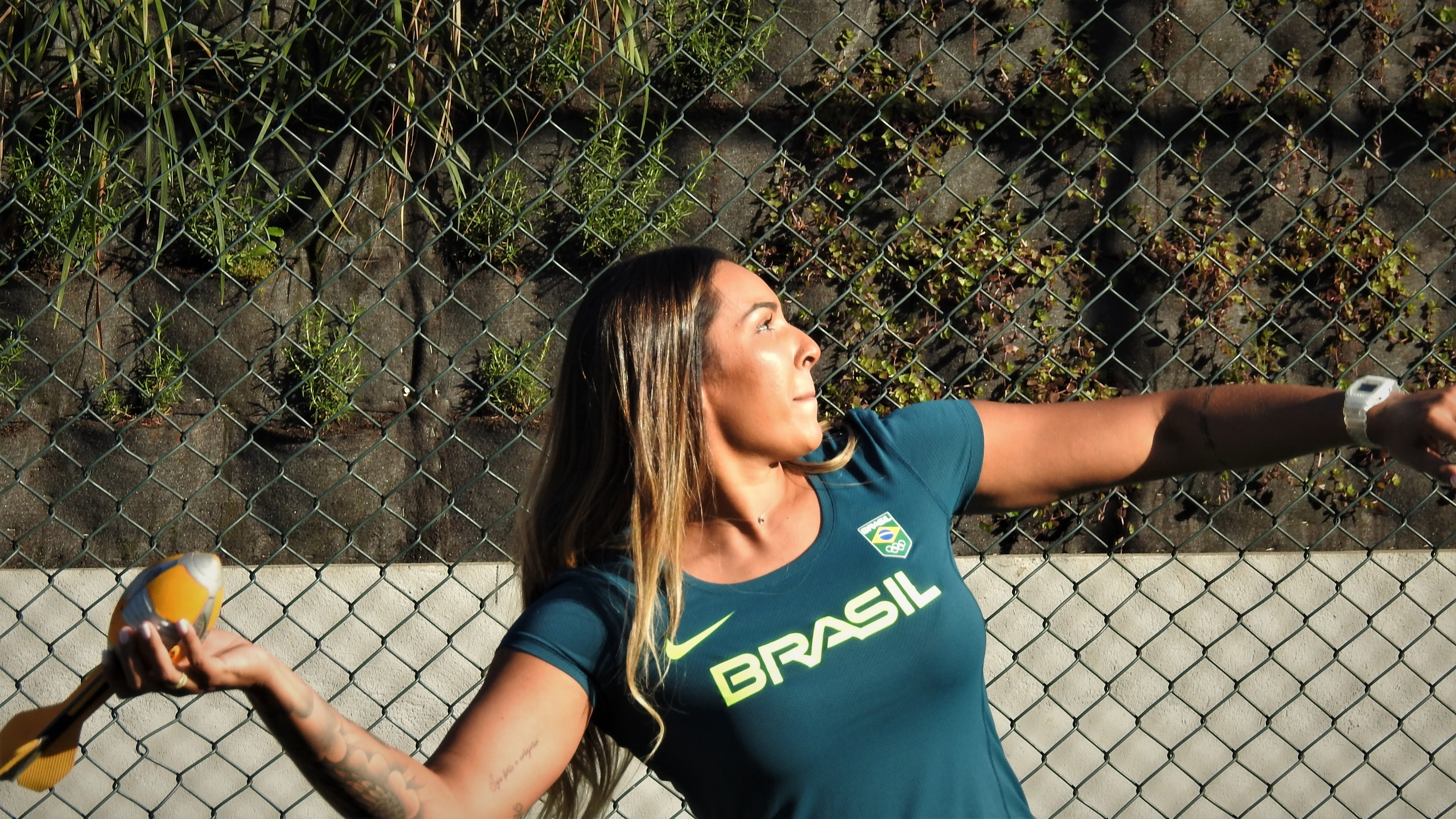
Krista Woodward Rang acht mit 58,86 m
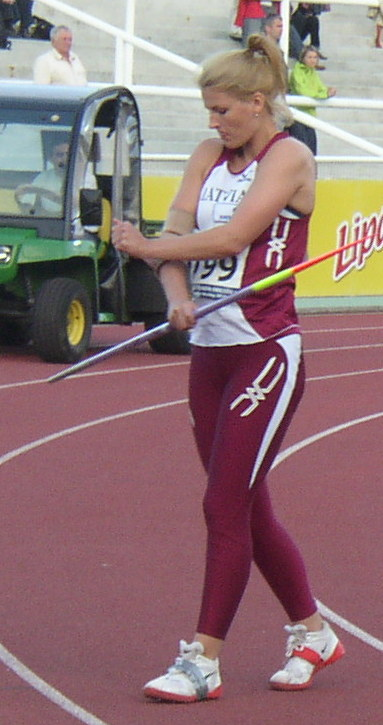
Madara Palameika Rang dreizehn mit 53,70 m

### Gruppe B
16. August 2013, 10:55 Uhr
| Platz | Name                    | Nation              | Resultat (m) | 1. Versuch (m) | 2. Versuch (m) | 3. Versuch (m) |
| 1     | Kimberley Mickle        | Australien          | 65,73        | 59,92          | 65,73          | –              |
| 2     | Sunette Viljoen         | Südafrika           | 64,51        | 64,51          | –              | –              |
| 3     | Tatjana Jelača          | Serbien             | 62,68 NR     | 57,65          | 62,68          | –              |
| 4     | Christina Obergföll     | Deutschland         | 62,36        | 62,36          | –              | –              |
| 5     | Wiktorija Sudaruschkina | Russland            | 62,20        | x              | 52,88          | 62,20          |
| 6     | Li Lingwei              | Volksrepublik China | 61,51        | 58.62          | 61,51          | –              |
| 7     | Nadeeka Lakmali         | Sri Lanka           | 60,39        | 56,12          | 59,09          | 60,39          |
| 8     | Katharina Molitor       | Deutschland         | 60,32        | 57,17          | 58,03          | 60,39          |
| 9     | Līna Mūze               | Lettland            | 60,29        | 54,36          | 60,29          | x              |
| 10    | Marharyta Doroschon     | Israel              | 58,23        | 58,23          | 54,53          | 55,40          |
| 11    | Martina Ratej           | Slowenien           | 57,95        | 56,36          | 57,95          | x              |
| 12    | Ásdís Hjálmsdóttir      | Island              | 57,65        | 57,36          | 57,65          | 55,98          |
| 13    | Brittany Borman         | USA                 | 57,63        | 53,20          | 57,63          | x              |
| 14    | Liina Laasma            | Estland             | 56,93        | 55,53          | 54,11          | 56,93          |

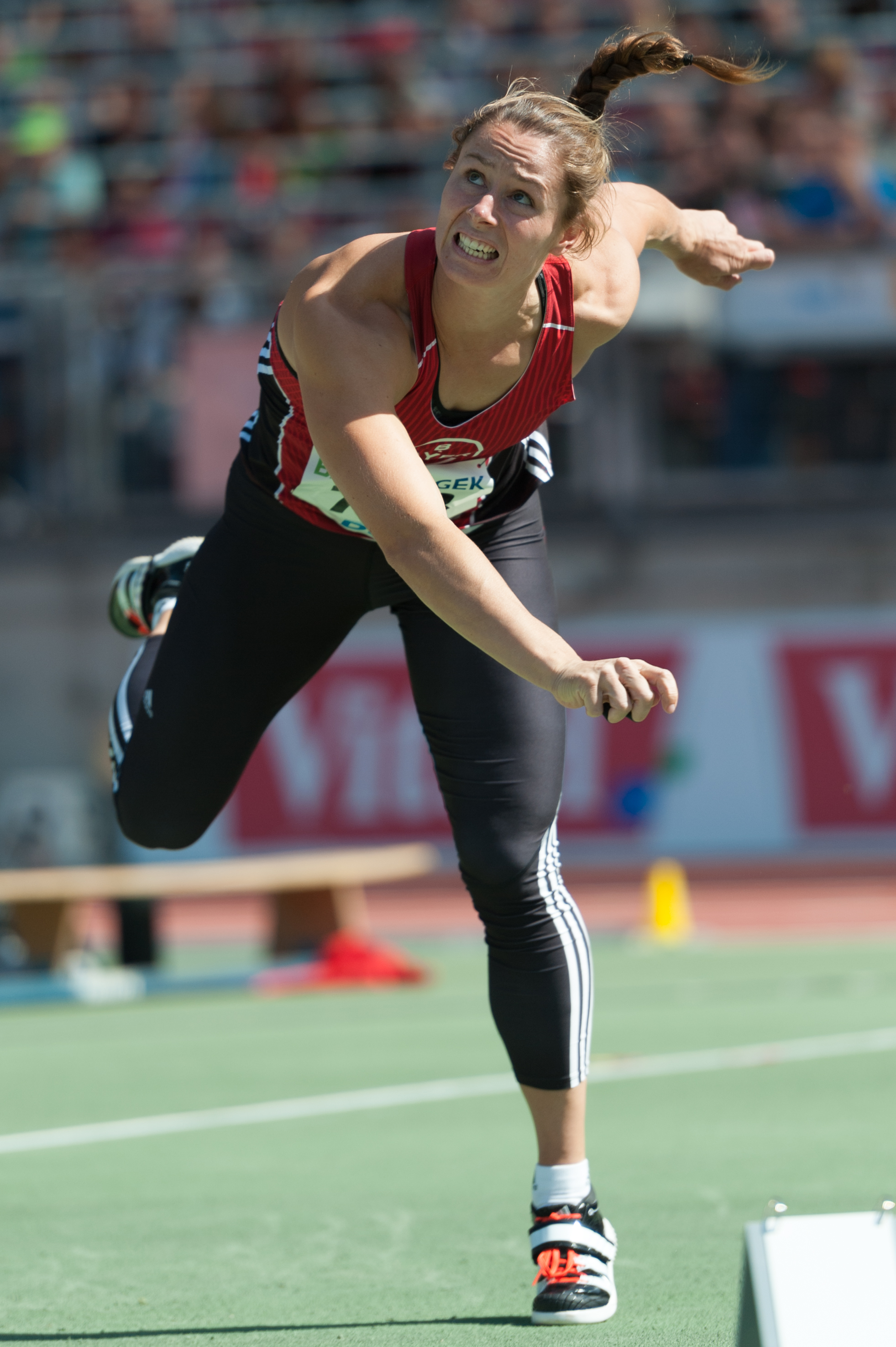
Katharina Molitor – ausgeschieden als Achte mit 60,32 m

Weitere in Gruppe B ausgeschiedene Speerwerferinnen:

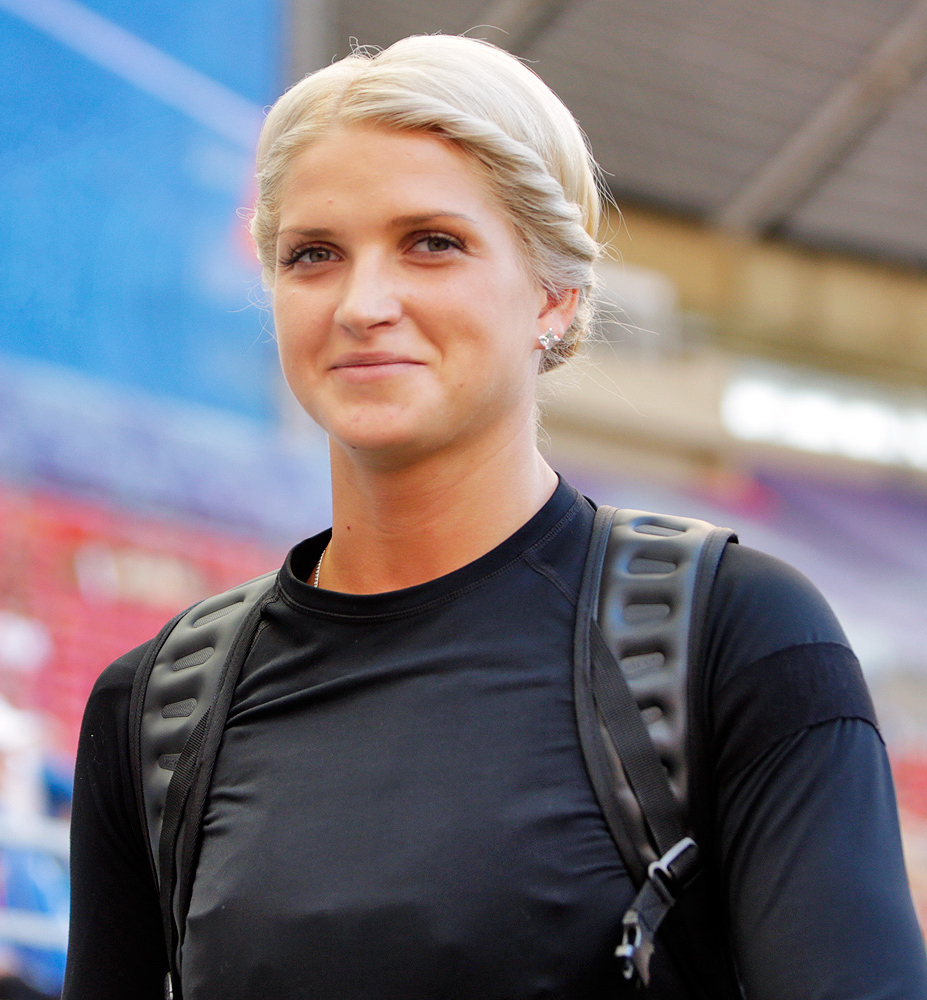
Līna Mūze Rang neun mit 60,29 m
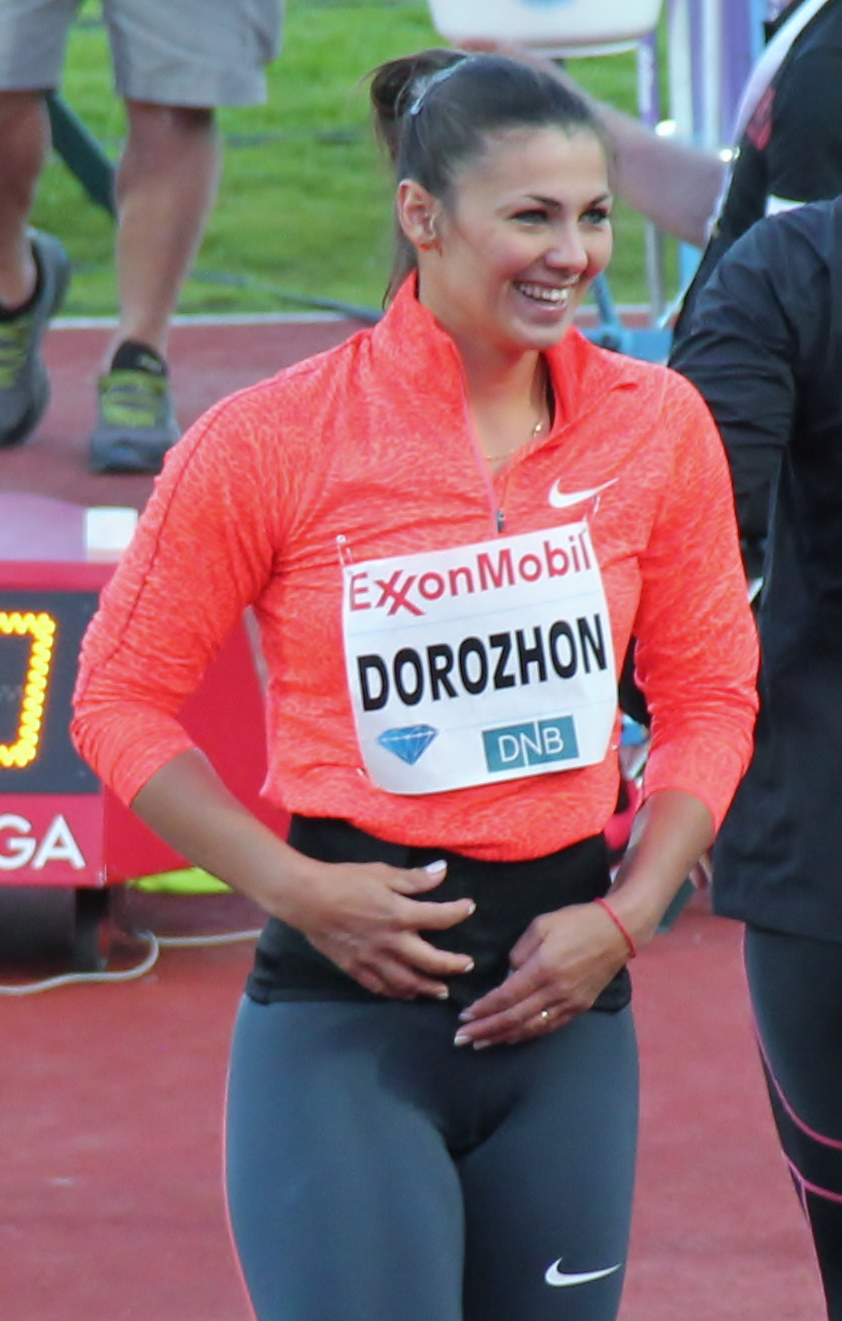
Marharyta Doroschon Rang zehn mit 58,32 m
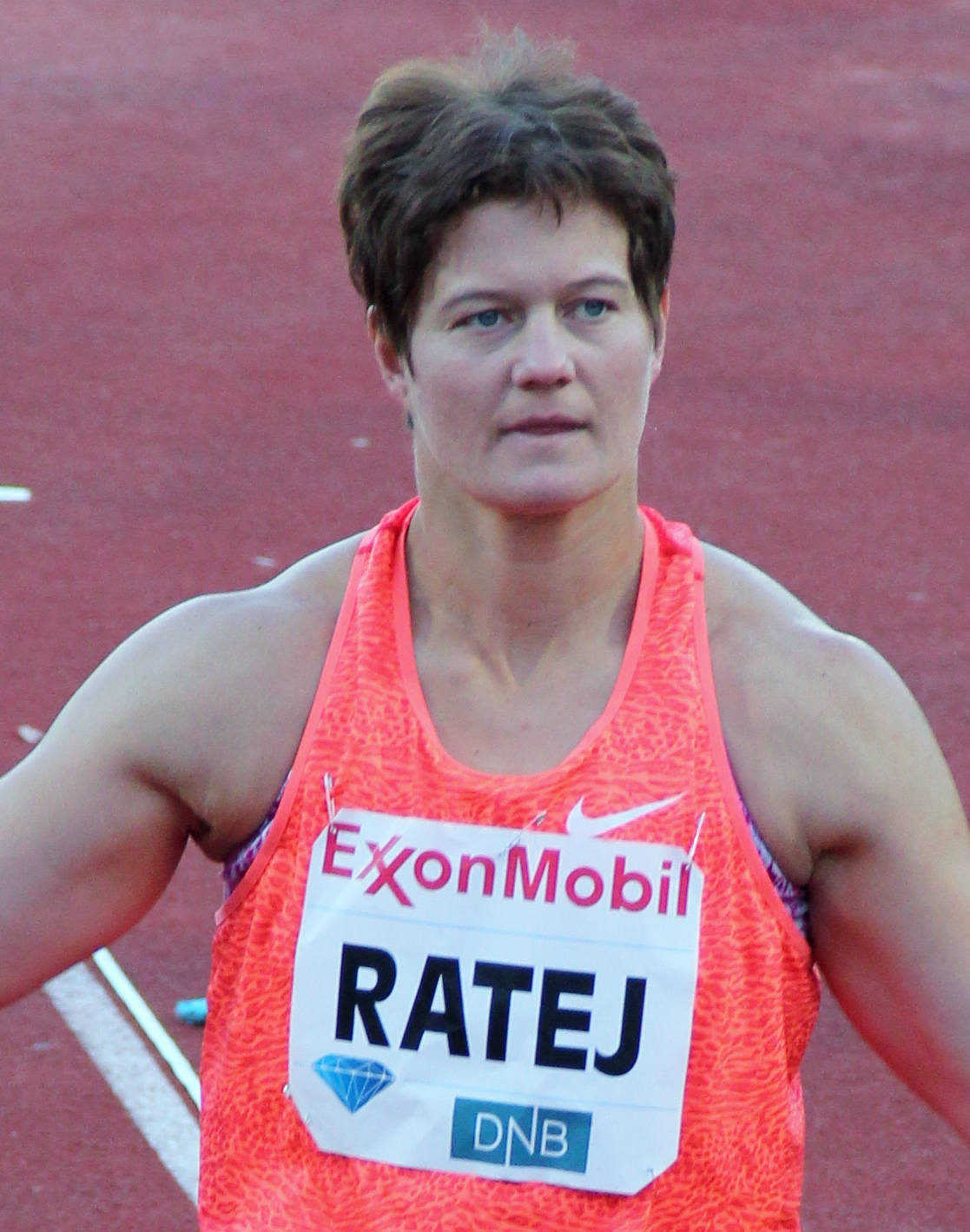
Martina Ratej Rang elf mit 57,95 m
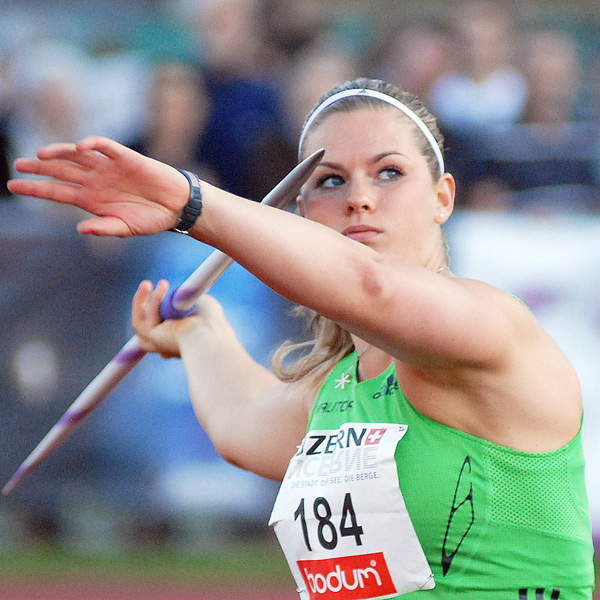
Ásdís Hjálmsdóttir Rang zwölf mit 57,65 m
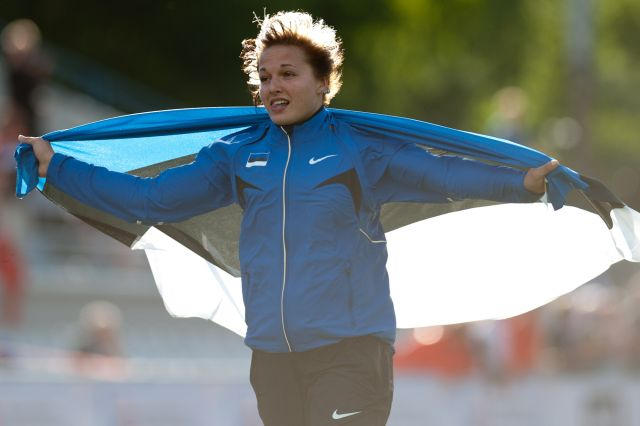
Liina Laasma Rang vierzehn mit 56,93 m

## Finale
18. August 2013, 16:00 Uhr
| Platz | Name                    | Nation              | Resultat (m) | 1. Versuch (m) | 2. Versuch (m) | 3. Versuch (m) | 4. Versuch (m)                              | 5. Versuch (m)                              | 6. Versuch (m)                              |
| 1     | Christina Obergföll     | Deutschland         | 69,05        | 64,63          | 69,05          | 64,02          | 62,93                                       | x                                           | x                                           |
| 2     | Kimberley Mickle        | Australien          | 66,60        | 60,43          | 66,25          | 64,18          | 64,29                                       | x                                           | 66,60                                       |
| 3     | Marija Abakumowa        | Russland            | 65,09        | 65,09          | 63,78          | 64,33          | x                                           | 60,99                                       | 58,71                                       |
| 4     | Linda Stahl             | Deutschland         | 64,78        | 64,78          | 62,58          | x              | x                                           | x                                           | 61,81                                       |
| 5     | Kathryn Mitchell        | Australien          | 63,77        | 63,77          | x              | 60,34          | 62,19                                       | x                                           | 62,23                                       |
| 6     | Sunette Viljoen         | Südafrika           | 63,58        | 63,58          | x              | 56,51          | 58,66                                       | 59,00                                       | 60,25                                       |
| 7     | Wiktorija Sudaruschkina | Russland            | 62,21        | 60,44          | 62,21          | 55,82          | x                                           | 58,64                                       | x                                           |
| 8     | Li Lingwei              | Volksrepublik China | 61,30        | 57,48          | 60,30          | 61,30          | 55,63                                       | 57,58                                       | 57,96                                       |
| 9     | Tatjana Jelača          | Serbien             | 60,81        | 60,38          | 60,63          | 60,81          | nicht im Finale der besten acht Werferinnen | nicht im Finale der besten acht Werferinnen | nicht im Finale der besten acht Werferinnen |
| 10    | Sofi Flink              | Schweden            | 59,52        | 57,56          | 59,52          | 55,56          | nicht im Finale der besten acht Werferinnen | nicht im Finale der besten acht Werferinnen | nicht im Finale der besten acht Werferinnen |
| 11    | Wera Rebrik             | Ukraine             | 58,33        | x              | 58,33          | x              | nicht im Finale der besten acht Werferinnen | nicht im Finale der besten acht Werferinnen | nicht im Finale der besten acht Werferinnen |
| 12    | Nadeeka Lakmali         | Sri Lanka           | 58,16        | 55.10          | 58,16          | 55,77          | nicht im Finale der besten acht Werferinnen | nicht im Finale der besten acht Werferinnen | nicht im Finale der besten acht Werferinnen |

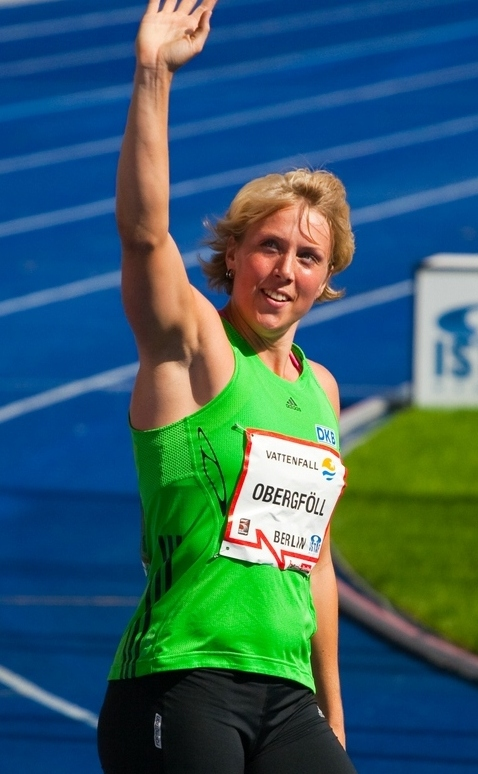
Christina Obergföll hatte zahlreiche Silber- und Bronzemedaillen bei Olympischen Spielen Welt- und Europameisterschaften gewonnen – hier gab es den ersten großen Titel für sie
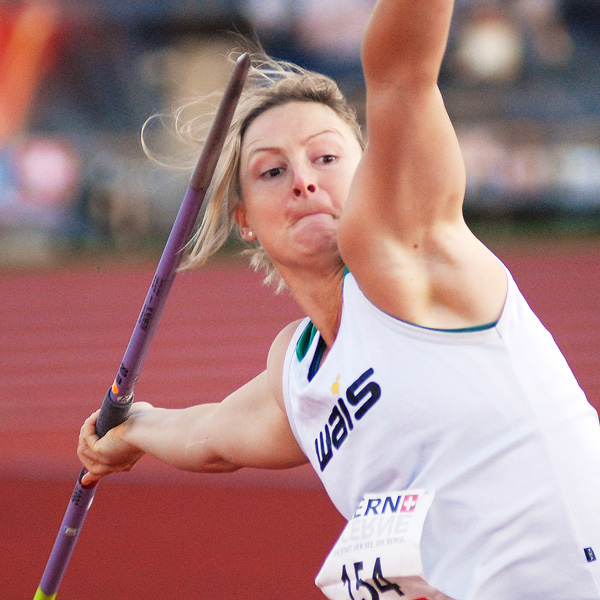
Vizeweltmeisterin Kimberley Mickle
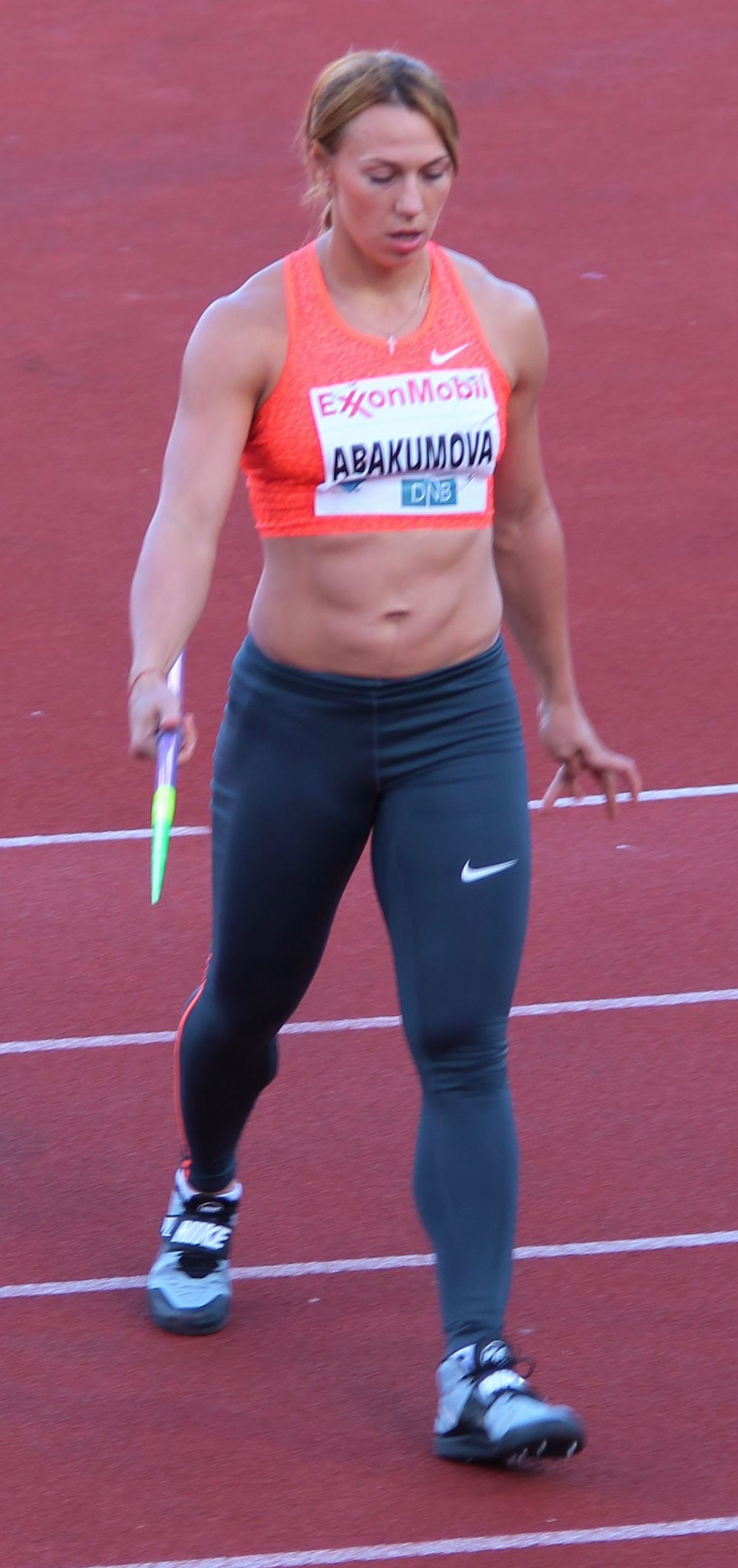
Marija Abakumowa – mit Bronze kam sie zu ihrer ersten Medaille bei einer bedeutenden internationalen Veranstaltung, nachdem ihr in den Jahren zuvor mehrere Medaillen und Titel wegen Dopingbetrugs aberkannt worden waren
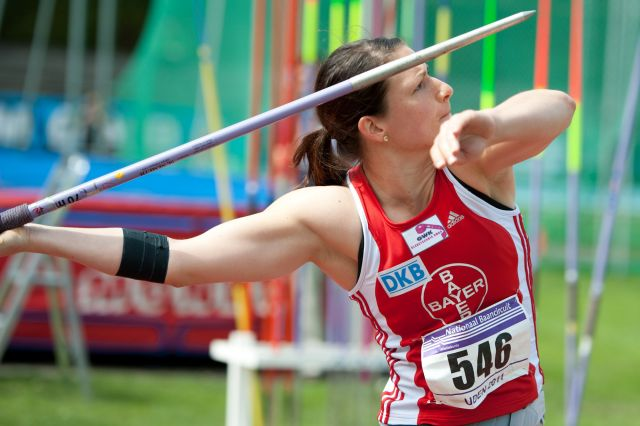
Linda Stahl, 2012 Olympiadritte, 2010 Europameisterin und 2012 EM-Dritte, erreichte Platz vier
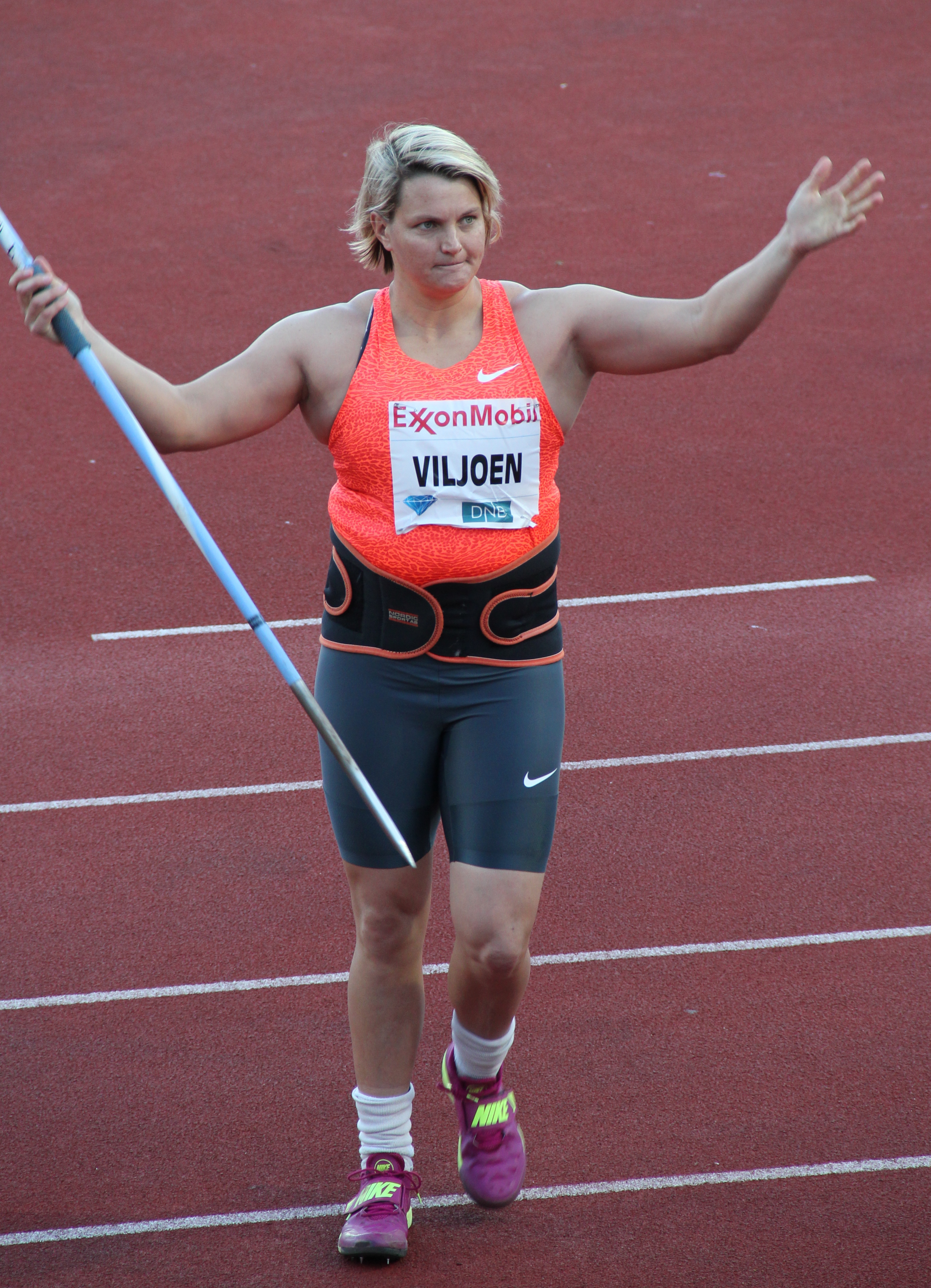
Die sechstplatzierte Sunette Viljoen
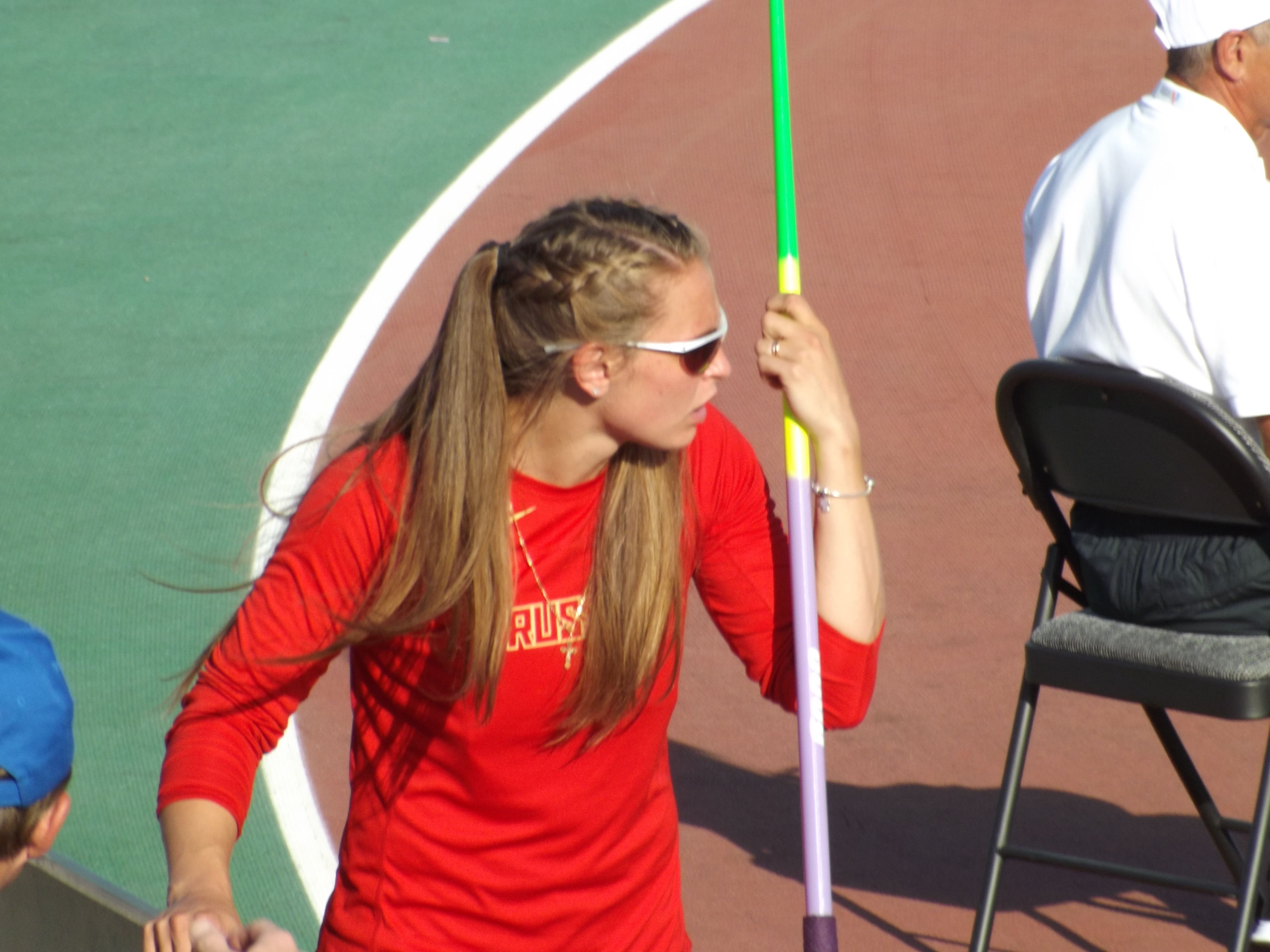
Wiktorija Sudaruschkina belegte Rang sieben
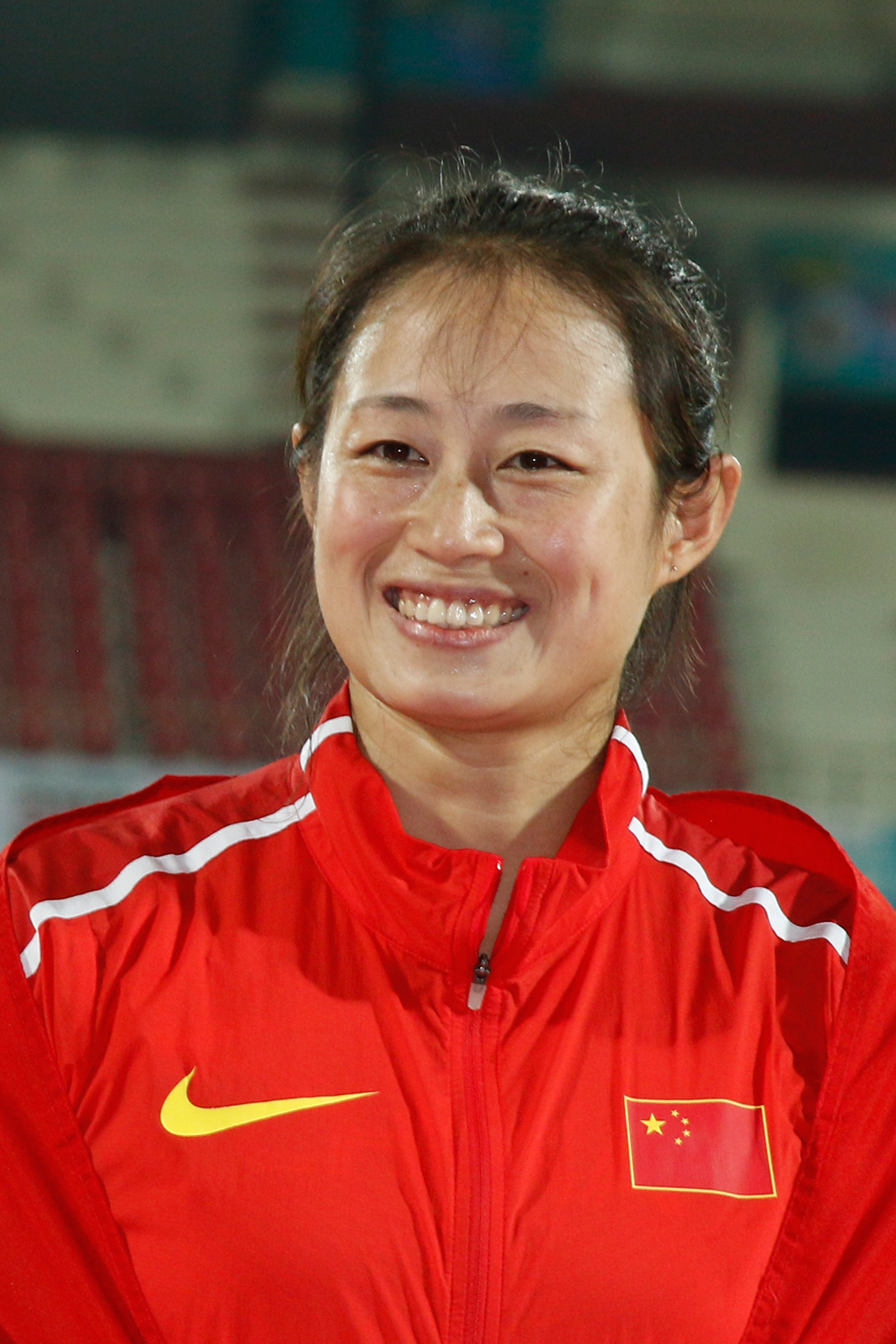
Li Lingwei kam auf den achten Platz
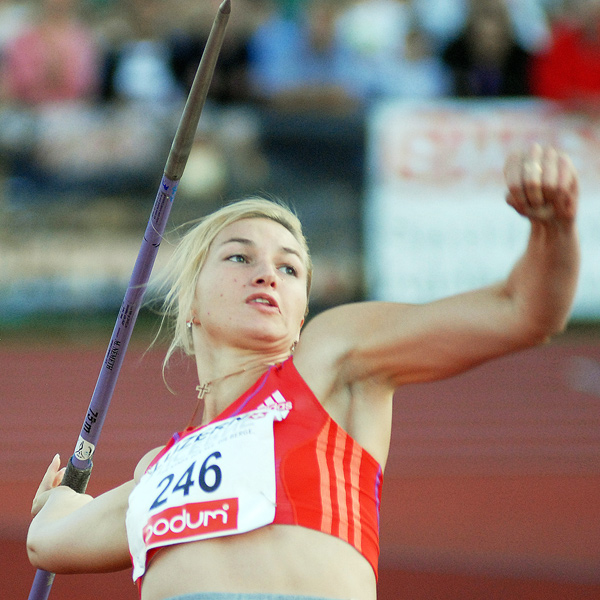
Rang elf für Wera Rebrik

## Videolinks
- Women Javelin Final (COMPLETE) - Moscow World Champs 2013 (English), youtube.com, abgerufen am 7. Februar 2021
- Speerwerferin Christina Obergföll gewinnt Weltmeistertitel, youtube.com, abgerufen am 7. Februar 2021